# دي جاي غاي
دي جاي غاي (بالإنجليزية: D. J. Gay)‏ مواليد 15 فبراير 1989 في كاليفورنيا، هو لاعب كرة سلة أمريكي معتزل. بدأ مسيرته الاحترافية في سنة 2011. يبلغ طوله 6 قدم 0 بوصة (1.8 م). اعتزل اللعب في 2013. لعب مع نادي دومدجالي لكرة السلة في الدوري السلوفيني لكرة السلة.

## روابط خارجية
- دي جاي غاي على موقع كرة السلة الأوروبية.كوم (الإنجليزية)
- دي جاي غاي على موقع كلية كرة السلة في سبورتس رفرنس.كوم (الإنجليزية)
- دي جاي غاي على موقع ريلجم (الإنجليزية)
- دي جاي غاي على موقع بروبوليرز (الإنجليزية)